# Thomas Wharton
Thomas Wharton (Glasgow, 1927. november 3. – Newton Mearns, 2005. május 9.) skót nemzetközi labdarúgó-játékvezető.

## Pályafutása

### Nemzeti játékvezetés
A Skót Labdarúgó-szövetség Játékvezető Bizottságának (JB) minősítésével a Championship, majd  1960-tól az Premier League (SPL) játékvezetője. A nemzeti játékvezetéstől 1971-ben visszavonult.

#### Nemzeti kupamérkőzések
Vezetett kupadöntők száma: 10.

##### Skót labdarúgókupa
| Időpont           | Helyszín              | Mérkőzés típusa        | Mérkőzés                 | Eredmény | Nézők száma |
| ----------------- | --------------------- | ---------------------- | ------------------------ | -------- | ----------- |
| 1962. április 21. | Hampden Park, Glasgow | döntő                  | Rangers FC–St. Mirren FC | 2 – 0    | 127 940     |
| 1963. május 4.    | Hampden Park, Glasgow | döntő első mérkőzés    | Rangers FC–Celtic FC     | 1 – 1    | 129 643     |
| 1963. május 15.   | Hampden Park, Glasgow | döntő második mérkőzés | Rangers FC–Celtic FC     | 3 – 0    | 120 273     |
| 1966. április 23. | Hampden Park, Glasgow | döntő első mérkőzés    | Rangers FC–Celtic FC     | 0 – 0    | 126 552     |
| 1966. április 24. | Hampden Park, Glasgow | döntő második mérkőzés | Rangers FC–Celtic FC     | 1 – 0    | 98 202      |
| 1971. május 128.  | Hampden Park, Glasgow | döntő                  | Celtic FC–Rangers FC     | 2 – 1    | 103 332     |

##### Skót labdarúgó-ligakupa
| Időpont           | Helyszín              | Mérkőzés típusa | Mérkőzés                             | Eredmény | Nézők száma |
| ----------------- | --------------------- | --------------- | ------------------------------------ | -------- | ----------- |
| 1960. október 29. | Hampden Park, Glasgow | döntő           | Rangers FC–Kilmarnock FC             | 2 – 0    | 82 063      |
| 1962. október 27. | Hampden Park, Glasgow | döntő           | Kilmarnock FC–Heart of Midlothian FC | 0 – 1    | 51 000      |
| 1966. október 29. | Hampden Park, Glasgow | döntő           | Rangers FC–Celtic FC                 | 0 – 1    | 94 532      |
| 1970. október 24. | Hampden Park, Glasgow | döntő           | Rangers FC–Celtic FC                 | 3 – 1    | 106 263     |

### Nemzetközi játékvezetés
A Skót labdarúgó-szövetség JB erjesztette fel nemzetközi játékvezetőnek, a Nemzetközi Labdarúgó-szövetség (FIFA) 1960-tól tartotta nyilván bírói keretében. A FIFA JB központi nyelvei közül az angolt beszélte. Több nemzetek közötti válogatott, valamint Vásárvárosok kupája, Kupagyőztesek Európa-kupája és Bajnokcsapatok Európa-kupája klubmérkőzést vezetett, vagy működő társának partbíróként segített. A skót nemzetközi játékvezetők rangsorában, a világbajnokság-Európa-bajnokság sorrendjében többedmagával a 12. helyet foglalja el 4 találkozó szolgálatával. A nemzetközi játékvezetéstől 1971-ben elköszönt. Válogatott mérkőzéseinek száma: 16. Nemzetközi kupamérkőzéseinek száma: 24.

#### Labdarúgó-világbajnokság
Az 1962-es labdarúgó-világbajnokságon és az 1970-es labdarúgó-világbajnokságon a FIFA JB bíróként alkalmazta. Selejtező mérkőzéseket az UEFA zónában irányított.

##### 1962-es labdarúgó-világbajnokság
| Időpont           | Helyszín                   | Mérkőzés típusa           | Mérkőzés           | Eredmény | Nézők száma |
| ----------------- | -------------------------- | ------------------------- | ------------------ | -------- | ----------- |
| 1960. október 19. | Råsunda Stadion, Stockholm | előselejtező (1. csoport) | Svédország–Belgium | 2 – 0    | 19 513      |

##### 1970-es labdarúgó-világbajnokság
| Időpont             | Helyszín                   | Mérkőzés típusa           | Mérkőzés      | Eredmény | Nézők száma |
| ------------------- | -------------------------- | ------------------------- | ------------- | -------- | ----------- |
| 2015. szeptember 8. | Olimpiai Stadion, Lausanne | előselejtező (1. csoport) | Svájc–Románia | 0 – 1    | 28 446      |

#### Labdarúgó-Európa-bajnokság
Az 1968-as labdarúgó-Európa-bajnokságon az UEFA JB játékvezetőként foglalkoztatta.
| Időpont              | Helyszín                     | Mérkőzés típusa           | Mérkőzés                                | Eredmény | Nézők száma |
| -------------------- | ---------------------------- | ------------------------- | --------------------------------------- | -------- | ----------- |
| 1967. szeptember 13. | Olimpiai Stadion, Amszterdam | előselejtező (5. csoport) | Hollandia–NDK                           | 1 – 0    | 42 000      |
| 1967. december 238.  | Sant'Elia Stadion, Cagliari  | előselejtező (6. csoport) | Olaszország–Svájci labdarúgó-válogatott | 4 – 0    | 24 743      |

#### Brit Bajnokság
1882-ben az Egyesült Királyság brit tagállamainak négy szövetség úgy döntött, hogy létrehoznak egy évente megrendezésre kerülő bajnokságot egymás között. Az utolsó bajnoki idényt 1983-ban tartották.
| Időpont             | Helyszín                | Mérkőzés típusa           | Mérkőzés     | Eredmény |        |
| ------------------- | ----------------------- | ------------------------- | ------------ | -------- | ------ |
| 1966. november 16.. | Wembley Stadion, London | előselejtező (8. csoport) | Anglia–Wales | 5 – 1    | 75 380 |

#### Nemzetközi kupamérkőzések
Vezetett kupadöntők száma: 1.

##### KEK
| Időpont         | Helyszín              | Mérkőzés típusa     | Mérkőzés                  | Eredmény | Nézők száma |
| --------------- | --------------------- | ------------------- | ------------------------- | -------- | ----------- |
| 1962. május 10. | Hampden Park, Glasgow | döntő első mérkőzés | Rangers FC–ACF Fiorentina | 1 – 1    | 27 000      |

## Sportvezetőként
1976-tól a Skót Labdarúgó Szövetség JB elnöke. 1981–2000 között a FIFA JB tagjaként szolgálta a labdarúgást.

## Szakmai sikerek
- 1977-ben több mint tízéves nemzetközi játékvezetői szolgálatért, a nemzeti Játékvezető Bizottságok irányításáért, vagy a bizottságban folyamatosan végzett szakmai munkáért, a játékvezetők támogatásáért, a FIFA külön kitüntetésbe részesítette.
- 1990-ben a Skót Labdarúgó-szövetség az OBE-OT elismerését kapta,
- 1992-ben a FIFA az Arany érdemrenddel tisztelte meg szolgálatainak elismeréseként. Joseph Blatter FIFA elnök a világ legkiválóbb vezető hivatalnokai között említette meg.

## Külső hivatkozások
- Thomas Wharton. World Referee. [2011. július 14-i dátummal az eredetiből archiválva]. (Hozzáférés: 2010. december 3.)
- Thomas Wharton. zerozerofootball.com. (Hozzáférés: 2010. december 3.)[halott link]
- Thomas Wharton. footballdatabase.eu. (Hozzáférés: 2010. december 3.)
- Thomas Wharton. scoreshelf.com. [2016. március 11-i dátummal az eredetiből archiválva]. (Hozzáférés: 2010. december 3.)

| Elődje: Hernádi Vilmos | KEK döntő 1961–1962 | Utódja: Kurt Tschenscher |

| Elődje: Hugh Phillips | Skót labdarúgókupa döntő 1962–1963 | Utódja: Thomas Wharton |

| Elődje: Thomas Wharton | Skót labdarúgókupa döntő 1961–1962 | Utódja: Hugh Phillips |

| Elődje: Hugh Phillips | Skót labdarúgókupa döntő 1965–1966 | Utódja: Willie Syme |

| Elődje: Robert Davidson | Skót labdarúgókupa döntő 1970–1971 | Utódja: Alastair McKenzie |